# Kaiserpokal 1931
Der Kaiserpokal 1931 war die elfte Austragung des Kaiserpokals, des höchsten japanischen Fußballpokalwettbewerbs. Sieger des Wettbewerbs waren die Kaiserliche Universität Tokio LB.

## Ergebnisse

### Viertelfinale
|                            | Ergebnis |                                  |
| -------------------------- | -------- | -------------------------------- |
| Kwansei-Gakuin-Universität | 1:2      | Kaiserliche Universität Tokio LB |
| Hakodate Shukyudan         | 0:2      | Nagoya Shukyudan                 |
| Toyama Shihan Club         | 1:5      | Kobun Junior High School         |

### Halbfinale
|                  | Ergebnis |                                  |
| ---------------- | -------- | -------------------------------- |
| II School Club   | 0:2      | Kaiserliche Universität Tokio LB |
| Nagoya Shukyudan | 1:3      | Kobun Junior High School         |

### Finale
|                                  | Ergebnis |                          |
| -------------------------------- | -------- | ------------------------ |
| Kaiserliche Universität Tokio LB | 5:1      | Kobun Junior High School |